# Elifelet
Elifelet (hebrejsky אֱלִיפֶלֶט, anglicky Elifelet) je vesnice typu mošav v Izraeli, v Severním distriktu, v Oblastní radě Mevo'ot ha-Chermon.

## Geografie
Leží v nadmořské výšce 319 metrů v údolí řeky Jordán v Horní Galileji. Mošav je situován cca 7 kilometrů severně od břehů Galilejského jezera.
Vesnice se nachází cca 18 kilometrů severně od města Tiberias, cca 120 kilometrů severovýchodně od centra Tel Avivu a cca 55 kilometrů severovýchodně od centra Haify. Elifelet obývají Židé, přičemž osídlení v tomto regionu je ryze židovské. Výjimkou je město Tuba-Zangarija cca 4 kilometrů severovýchodním směrem, které obývají izraelští Arabové, respektive Beduíni.
Elifelet je na dopravní síť napojen pomocí dálnice číslo 90, ze které tu odbočuje dálnice číslo 89 do Safedu.

## Dějiny
Elifelet byl založen v roce 1949. Jméno obce je odvozeno od biblického Elífeleta- syna krále Davida. Podle jiného zdroje je jméno vzpomínkou na jednoho člověka, který přežil holokaust a pak padl v roce 1951 nedaleko odtud, v bitvě se Syřany u Tel Motilo (poblíž nynější vesnice Almagor).
První osadníci se sem přistěhovali 2. listopadu 1949. Pozemky v okolí patřily do roku 1948 arabské vesnici Zangarija. Arabská vesnice Zangharija stála o několik kilometrů východním směrem od nynějšího mošavu a byla pojmenována podle zdejšího beduínského kmene, který se tu postupně trvale usadil. Roku 1931 měla 526 obyvatel a 97 domů, v roce 1948 zde žilo 974 lidí v 179 domech. Vesnice byla dobyta během války za nezávislost izraelskými silami v květnu 1948, v rámci Operace Jiftach a její obyvatelé uprchli směrem na východ. V červnu 1948 pak byla opuštěná vesnice zapálena a zdejší zástavba zničena. Na místě Zangharije se nyní nacházejí pozemky obhospodařované mošavem Elifelet. Jméno zaniklé vesnice připomíná název nedalekého arabského města Tuba-Zangarija.
Elifelet vznikl původně jako přistěhovalecký tábor (Ma'abara). Roku 1952 se proměnil na zemědělský mošav. Obývali ho zpočátku židovští přistěhovalci z Jemenu, později přišli Židé z Kurdistánu a Maroka. Během 50. let 20. století vesnice prodělávala ekonomické těžkosti způsobené nedostatkem zkušeností jejích obyvatel s moderním zemědělstvím.
V současnosti se ze 120 zde usedlých rodin 96 zabývá farmařením. Mošav obhospodařuje 100 hektarů zemědělské půdy. Část obyvatel se živí turistickým ruchem (25 lůžek pro ubytování turistů). V mošavu Elifelet se nachází zařízení předškolní péče o děti. Základní škola je v komplexu Ramat Korazim poblíž vesnice, střední školy jsou v jiných obcí v tomto regionu. V obci je k dispozici obchod se smíšeným zbožím a synagoga.

## Demografie
Obyvatelstvo mošavu Elifelet je sekulární. Podle údajů z roku 2014 tvořili naprostou většinu obyvatel v mošavu Elifelet Židé (včetně statistické kategorie "ostatní", která zahrnuje nearabské obyvatele židovského původu ale bez formální příslušnosti k židovskému náboženství).
Jde o menší sídlo vesnického typu s dlouhodobě rostoucí populací. K 31. prosinci 2014 zde žilo 532 lidí. Během roku 2014 populace klesla o 5,3 %.
| Rok            | 1961 | 1972 | 1983 | 1995 | 2001 | 2003 | 2004 | 2005 | 2006 | 2007 | 2008 | 2009 | 2010 | 2011 | 2012 | 2013 | 2014 |
| -------------- | ---- | ---- | ---- | ---- | ---- | ---- | ---- | ---- | ---- | ---- | ---- | ---- | ---- | ---- | ---- | ---- | ---- |
| Počet obyvatel | 468  | 378  | 357  | 401  | 454  | 467  | 476  | 481  | 482  | 486  | 498  | 497  | 498  | 541  | 559  | 562  | 532  |